# 626 a.C.

## Eventos
- Jeremias profetiza que Israel seria capturada pelo rei Nabucodonosor II da Babilônia e que Jerusalém e o templo seriam destruídos pelo fogo.[1]

- Nabopolasar se revolta contra seus senhores assírios,criando o Império Neobabilônico, e tornando-se rei do mesmo.[2]

## Mortes
- Rei Cheng de Chu, do Império Chu[3]